# Dalma Gálfi
Dalma Rebeka Gálfi (nació el 13 de agosto de 1998 en Veszprém) es una jugadora de tenis húngara.
Gálfi ha ganado ocho singles y diez títulos de dobles en el ITF. Su mejor clasificación en la WTA fue la número 136 del mundo, que llegó el 12 de junio de 2017. En dobles alcanzó número 165 del mundo, que llegó el 14 de diciembre de 2020.
Gálfi se le dio un comodín para el Budapest Grand Prix 2013, donde hizo su debut en la WTA en el cuadro principal de doble

## Títulos WTA 125s

### Individuales (1–2)
| Resultado | Fecha               | Torneo                 | Superficie    | Oponente          | Puntaje          |
| --------- | ------------------- | ---------------------- | ------------- | ----------------- | ---------------- |
| Finalista | 10 de julio de 2022 | Contrexéville          | Tierra batida | Sara Errani       | 4-6, 6-1, 6-7(4) |
| Finalista | 6 de abril de 2025  | La Bisbal del Ampurdán | Tierra batida | Darja Semeņistaja | 7-5, 0-6, 4-6    |
| Campeona  | 20 de abril de 2025 | Oeiras                 | Tierra batida | Katie Volynets    | 4-6, 6-1, 6-2    |

## Títulos ITF
| Torneos de $100,000 |
| Torneos de $80,000  |
| Torneos de $60,000  |
| Torneos de $25,000  |
| Torneos de $15,000  |
| Torneos de $10,000  |

| Finals by surface   |
| ------------------- |
| Dura (7–1)          |
| Tierra batida (1–4) |
| Césped (0–0)        |

### Individual (8)
| N.º | Fecha                    | Torneo                 | Superficie    | Oponentes                  | Resultado        |
| --- | ------------------------ | ---------------------- | ------------- | -------------------------- | ---------------- |
| 1.  | 27 de octubre de 2014    | Heraklion, Grecia      | Dura          | Julia Grabher              | 6–3, 6–0         |
| 2.  | 3 de noviembre de 2014   | Heraklion, Grecia      | Dura          | Valentini Grammatikopoulou | 6–2, 4–6, 7–6(4) |
| 3.  | 16 de marzo de 2015      | Solarino, Italia       | Dura          | Gloria Liang               | 6–4, 7–6(0)      |
| 4.  | 28 de septiembre de 2015 | Tweed Heads, Australia | Dura          | Storm Sanders              | 6–2, 3–6, 6–1    |
| 5.  | 5 de octubre de 2015     | Cairns, Australia      | Dura          | Olivia Tjandramulia        | 6–4, 6–7(9), 6–1 |
| 6.  | 3 de octubre de 2016     | Toowoomba, Australia   | Dura          | Katy Dunne                 | 6–2, 6–4         |
| 7.  | 31 de octubre de 2016    | Chenzhou, China        | Dura          | Riko Sawayanagi            | 6–0, 6–4         |
| 8.  | 20 de junio de 2021      | Denain, Francia        | Tierra batida | Paula Ormaechea            | 5–7, 6–2, 6–4    |

#### Finalista (5)
| N.º | Fecha                   | Torneo                      | Superficie    | Oponentes         | Resultado        |
| --- | ----------------------- | --------------------------- | ------------- | ----------------- | ---------------- |
| 1.  | 13 de noviembre de 2016 | Tokio, Japón                | Dura          | Zhang Shuai       | 4-6, 7-6(2), 6-2 |
| 2.  | 19 de mayo de 2019      | La Bisbal d'Empordà, España | Tierra batida | Wang Xiyu         | 6-4, 3-6, 2-6    |
| 3.  | 8 de marzo de 2020      | Antalya, Turquía            | Tierra batida | Mayar Sherif      | 4–6, 3–6         |
| 4.  | 9 de mayo de 2021       | Praga, República Checa      | Tierra batida | Jule Niemeier     | 4–6, 2–6         |
| 5.  | 11 de julio de 2021     | Contrexéville, Francia      | Tierra batida | Anhelina Kalinina | 2-6, 2-6         |

### Dobles (10)
| Torneos de $100,000 |
| Torneos de $80,000  |
| Torneos de $60,000  |
| Torneos de $25,000  |
| Torneos de $15,000  |
| Torneos de $10,000  |

| N.º | Fecha                    | Torneos                       | Superficie    | Pareja                     | Oponentes                           | Resultado           |
| --- | ------------------------ | ----------------------------- | ------------- | -------------------------- | ----------------------------------- | ------------------- |
| 1.  | 3 de noviembre de 2014   | Heraklion, Grecia             | Dura          | Anna Bondár                | Martina Bašić Tena Lukas            | 4–6, 6–3, [10–8]    |
| 2.  | 9 de marzo de 2015       | Solarino, Italia              | Dura          | Anna Bondár                | Sofiya Kovalets Janina Toljan       | 6–3, 6–2            |
| 3.  | 11 de abril de 2016      | Heraklion, Grecia             | Dura          | Cristiana Ferrando         | Kseniia Bekker Raluca Șerban        | 6–4, 5–7, [14–12]   |
| 4.  | 3 de octubre de 2016     | Toowoomba, Australia          | Dura          | Viktória Kužmová           | Gabriela Cé Tereza Mihalíková       | 6–4, 7–6(4)         |
| 5.  | 5 de agosto de 2018      | Woking, Gran Bretaña          | Tierra batida | Valentini Grammatikopoulou | Emily Arbuthnott Anna Danilina      | 6–0, 4–6, [11–9]    |
| 6.  | 12 de mayo de 2019       | Monzón, España                | Tierra batida | Jana Fett                  | Despina Papamichail Nina Stojanović | 7–6(2), 6–2         |
| 7.  | 28 de julio de 2019      | Bytom, Polonia                | Tierra batida | Katarzyna Piter            | Maryna Chernyshova Daria Lodikova   | 6–4, 6–0            |
| 8.  | 29 de septiembre de 2019 | Kaposvár, Hungría             | Tierra batida | Adrienn Nagy               | Anna Bondár Réka Luca Jani          | 7–6(5), 2–6, [10–3] |
| 9.  | 10 de noviembre de 2019  | Malibu, Estados Unidos        | Dura          | Kimberley Zimmermann       | Lorraine Guillermo Anna Hertel      | 7–6(5), 6–3         |
| 10. | 19 de enero de 2020      | Daytona Beach, Estados Unidos | Tierra batida | Kimberley Zimmermann       | Paula Ormaechea Prarthana Thombare  | 7–6(4), 6–2         |